# Caherdaniel

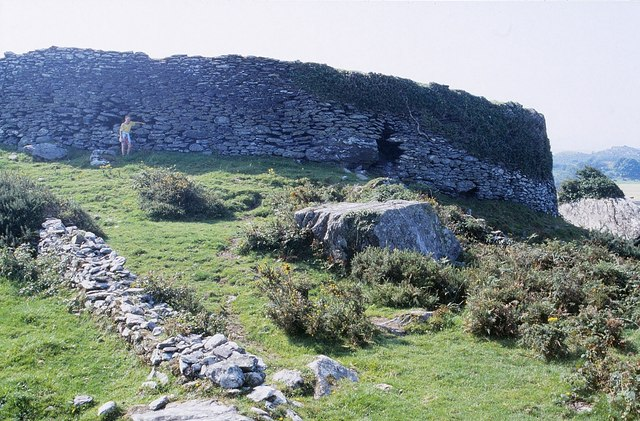
Caherdaniel, en 1991.

Caherdaniel  (en irlandais : Cathair Dónall,  signifiant « le fort de pierre de Dónall ») 600 av. J.-C.)  est un village situé dans la péninsule d'Iveragh,  au bord de la baie de Derrynane dans le comté de Kerry, au sud-ouest de l’Irlande, sur l'Anneau du Kerry. Le fort d'où le village tire son nom se trouve le long du sentier de randonnée du village, Kerry way et aurait abrité Daniel O'Connell.
Des minerais de cuivre ont été extraits de cet emplacement, les premières mines datant de 2000 av. J.-C.
Cet endroit est réputé comme étant l’un des plus charmants en Irlande ; le panorama variant entre les rudes littoraux et les montagnes douces est caractéristique du Sud irlandais. 
Le port de Derrynane est connu pour avoir abrité des pirates et autres flibustiers.
La militante républicaine Kathleen O'Connell (1888-1956) y est née. 